# Franz Joseph Adelmann
Franz Joseph Adelmann (* 24. Juli 1787 in Würzburg; † 28. Dezember 1868 ebenda) war ein deutscher Botaniker, Apotheker und Professor für Naturgeschichte an der Universität Löwen.

## Leben und Werk
Franz Joseph Adelmann wurde 1787 in eine Familie von Ärzten in Würzburg geboren. Er studierte an der Universität Würzburg. Näheres über die Art seiner Ausbildung ist nicht bekannt. Zwischen 1815 und 1818 wurde Adelmann zum Chefapotheker des Sankt-Elisabeth-Krankenhauses in Antwerpen ernannt. Er gab auch einen Botanikkurs an der École primaire de Médecine. Am 24. März 1818 wurde er zum Professor an der Universität Löwen ernannt. Während des Wintersemesters gab er Kurse in Mineralogie, Zoologie und vergleichender Anatomie und im Sommersemester Kurse in Botanik und Pflanzenphysiologie. Am 27. Juli 1818 wurde Adelmann zum Doctor honoris causa der Philosophischen Fakultät (!) erhoben.
Drei Tage zuvor, am 24. Juli 1818, hatte Adelmann die zehn Jahre ältere Marie Barbe Harbaur, die Schwester des Löwener Rektors Franz Joseph Harbaur, geheiratet. Im Löwener Stadtbuch heißt er jetzt Joseph François Adelmans. Seine Universitätskollegen Jean-Baptiste van Mons, Franz Jacob Göbel, Jean-Ferdinand Sentelet (1754–1829) und Joseph Josse Vandertaelen (letzterer von der Medizinischen Fakultät) fungierten als Trauzeugen. Am 4. Dezember 1819 wurde sein Sohn Leofried geboren. Die Familie hatte auch eine Tochter Pauline, möglicherweise ein Pflegekind, weil sie als Pauline Harbaur angesprochen wurde.
Adelmann war an der Rijksuniversiteit für den Bau und die Pflege des Botanischen Gartens verantwortlich. Er wurde dabei von dem Gärtner Andreas Donkelaar aus Utrecht unterstützt. Darüber hinaus war er auch für den Aufbau der naturhistorischen Sammlungen verantwortlich. Hierfür hatte er Unterstützung durch einen Sekretär. Von 1822 bis 1823 war dies François Cantraine, der später Professor in Gent wurde.
In den Jahren 1828 bis 1829 und 1829 bis 1830 wurde Adelmann zum Rector Magnificus der Universität ernannt.
Adelmann wurde am 28. November  1820 mit dem akademischen Beinamen Kiggelarius unter der Matrikel-Nr. 1173 als Mitglied in die Kaiserliche Leopoldino-Carolinische Akademie der Naturforscher aufgenommen. Er war korrespondierendes Mitglied der Botanischen Gesellschaft.
Nach der Unabhängigkeit Belgiens von den Niederlanden im Jahr 1830 wurde Adelmann von der neuen Regierung sofort all seiner Ämter enthoben. Adelmann zog mit seiner Familie zurück nach Würzburg, wo er bis zu seinem Tode verblieb. Ob er, wie sein Kollege Jacob Göbel, eine Entschädigungssumme in Höhe der Hälfte eines vollen Jahresgehalts erhalten hat, ist nicht bekannt. Adelmann bezeichnete sich selbst weiterhin als Professor für Naturgeschichte in Löwen „a. D.“.

## Ehrungen
Nach Adelmann ist die Pflanzengattung Adelmannia Rchb. 1828 aus der Familie der Korbblütler (Asteraceae) benannt. Sie wird heute zu Borrichia Adans. gestellt. 

## Schriften
- Franz Joseph Adelmann: Elenchus Plantarum Horti Botanici Lovaniensis. 23. August 1823, abgerufen am 26. August 2018 (Latein).